# 中国共产党芷江侗族自治县委员会
中国共产党芷江侗族自治县委员会（简称中共芷江侗族自治县委）是中国共产党在湖南省怀化市芷江侗族自治县的领导机关。

## 沿革

### 反腐败工作
2019年10月18日，曾佑光涉嫌严重违纪违法接受湖南省纪委监委纪律审查和监察调查。2020年6月，曾佑光遭到开除党籍开除公职（双开）处分。同月遭到逮捕。12月10日，娄底市中级人民法院对曾佑光受贿案进行一审公开宣判，判处其有期徒刑12年，并处罚金人民币200万元，依法追缴犯罪所得财物，上缴国库。

## 职责
根据《中国共产党地方委员会工作条例》，中国共产党地方委员会主要实行政治、思想和组织领导，承担下列职能：
1. 对本地区重大问题作出决策。
2. 通过法定程序使党组织的主张成为地方性法规、地方政府规章或者其他政令。
3. 加强对本地区宣传思想文化工作的领导，牢牢掌握意识形态工作领导权、话语权。
4. 按照干部管理权限任免和管理干部，向地方国家机关、政协组织、人民团体、国有企事业单位等推荐重要干部。
5. 支持和保证人大、政府、政协、法院、检察院、人民团体等依法依章程独立负责、协调一致地开展工作，发挥这些组织中党组的领导核心作用。
6. 加强对本地区群团工作和统一战线工作的领导。
7. 动员、组织所属党组织和广大党员，团结带领群众实现党的目标任务。

## 历任书记
| 姓名   | 就任日期   | 卸任日期   | 备注  |
| ------ | ---------- | ---------- | ----- |
| 戚和平 | 1984年5月  | 1985年7月  |       |
| 贺达泉 |            |            |       |
| 黄东红 |            | 2007年12月 | [ 5 ] |
| 彭良棠 | 2007年12月 |            | [ 6 ] |
| 曾佑光 | 2011年4月  | 2020年6月  | [ 7 ] |
| 龚红果 | 2019年11月 | 2021年7月  | [ 8 ] |
| 梁志平 | 2021年7月  |            | [ 9 ] |